# Jan Koła (zm. 1438)
Jan Kola z Dalejowa (starszy) herbu Junosza (zm. 1438) – kasztelan halicki.
W 1427 Jan Koła (lub Kola), stolnik królowej Zofii Holszańskiej, przyszły kasztelan halicki ufundował i uposażył kościół parafialny we wsi Dalejów (pow. stanisławowski, teraz iwano-frankowski).